# ماسلیانیکو
ماسلیانیکو (به ایتالیایی: Maslianico) یک کومونه در ایتالیا است که در استان کومو واقع شده‌است. ماسلیانیکو ۱٫۳ کیلومتر مربع مساحت و ۳٬۴۶۹ نفر جمعیت دارد و ۲۵۵ متر بالاتر از سطح دریا واقع شده‌است.